# Alekseev (Sänger)

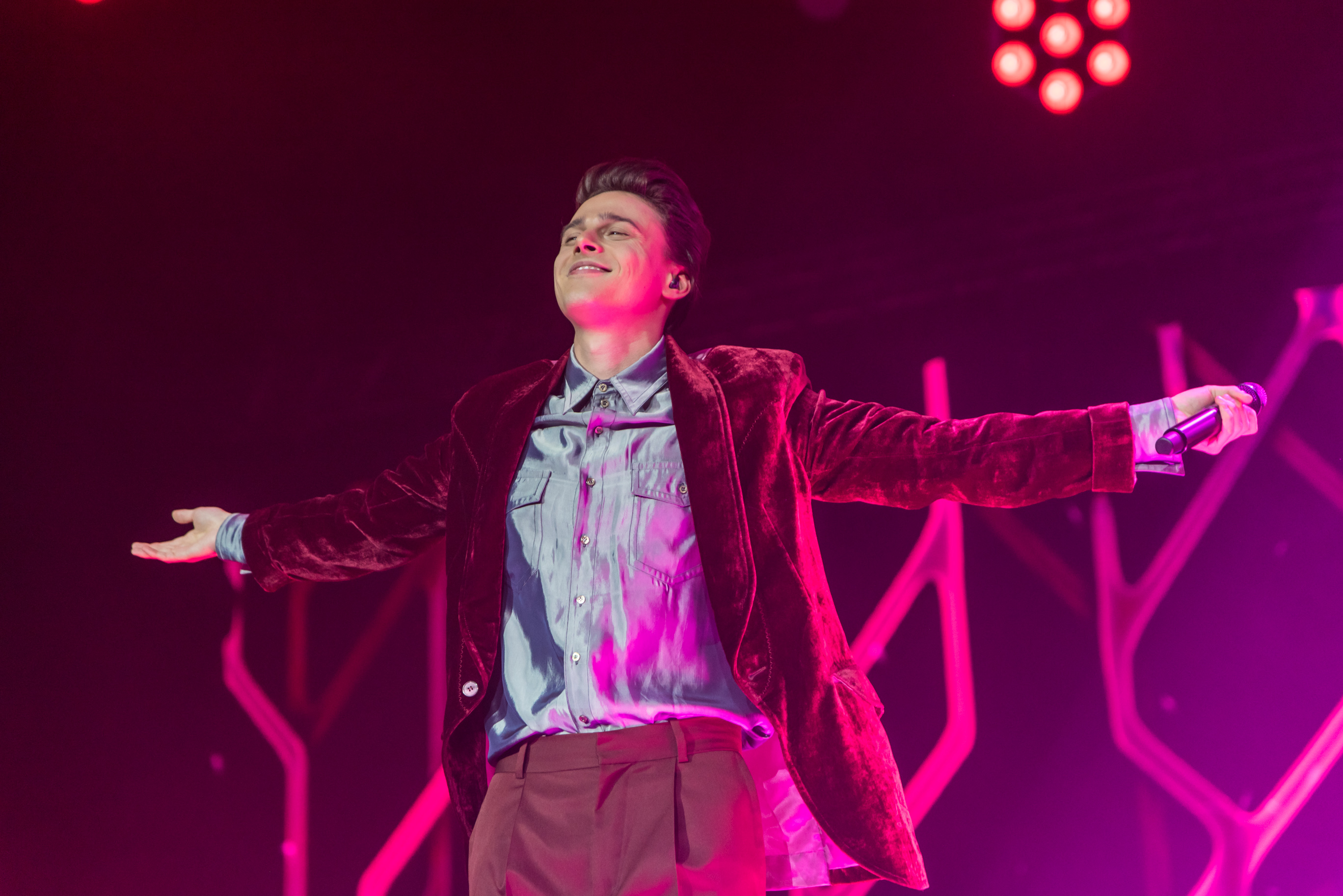
Alekseev (2018)

Mykyta Wolodymyrowytsch Aljeksjejew (ukrainisch Микита Володимирович Алєксєєв, russisch Никита Владимирович Алексеев, Nikita Wladimirowitsch Alexejew; * 18. Mai 1993 in Kiew), zumeist bekannt als Alekseev, ist ein ukrainischer Sänger und Songwriter. Er vertrat 2018 Belarus beim Eurovision Song Contest in Lissabon.

## Biografie
2014 erlangte Alekseev Bekanntheit, nachdem er bei The Voice of Ukraine das Halbfinale erreicht hatte. Seine erste Single Pjanoje solnze wurde zu einem großen Erfolg in den Nachfolgestaaten der Sowjetunion.
Zunächst wurde bekanntgegeben, dass Alekseev im nationalen Vorentscheid der Ukraine, Widbir, teilnehmen sollte, bevor er seine Teilnahme zurückzog. Stattdessen nahm er am belarussischen Vorentscheid mit seinem Lied Forever teil. Im Vorfeld des Vorentscheids kam es zu einer Kontroverse, da eine Regel des Eurovision Song Contests besagt, dass die teilnehmenden Lieder nicht vor dem 1. September veröffentlicht werden dürfen. Alekseev hatte ein russisches Lied namens Навсегда bereits zuvor auf seinen Konzerten gesungen. Indem er das Lied kürzte und es auf Englisch übersetzte, umging er diese Regelung. Einige andere Finalisten des Eurofests drohten deswegen damit, ihre Teilnahme zurückzuziehen, sollte es Alekseev erlaubt sein, am Finale mit seinem Lied teilzunehmen. Letztendlich gewann Alekseev jedoch den Vorentscheid und vertrat nunmehr Belarus beim Eurovision Song Contest 2018. Er konnte sich nach seiner Teilnahme am ersten Halbfinale allerdings nicht für das Finale des Wettbewerbs qualifizieren.
Im Februar 2022 nahm Alekseev eine Videobotschaft auf, in der er sich gegen die russischen Invasion der Ukraine 2022 aussprach und ein Ende des Kriegs forderte. Daraufhin wurde Alekseev in die Liste der Künstler aufgenommen, welche in Russland mit einem Auftrittsverbot belegt sind. Im April 2022 wurde Alekseev, ebenso wie 30 weitere ukrainische Künstler, mit einem Einreiseverbot nach Russland bis in das Jahr 2072 belegt.

## Diskografie

### Alben
- 2016: Пьяное солнце
- 2019: Моя звезда

### EPs
- 2016: Держи
- 2018: Forever
- 2021: Свідомо залежний

### Singles (Auswahl)
- 2014: Всё успеть
- 2015: Больно, как в раю
- 2015: Пьяное солнце
- 2015: А я плыву
- 2015: Pyanoye solntse
- 2016: Снов осколки
- 2016: OMA
- 2016: Океанами стали
- 2017: Чувствую душой
- 2017: Навсегда
- 2018: Forever
- 2018: Сберегу
- 2018: Февраль
- 2018: Как ты там
- 2019: Не мёд
- 2020: Поруч (mit Kazka)